# Pseudomma multispina
Pseudomma multispina är en kräftdjursart som beskrevs av Yakov Avadievich Birstein och Tchindonova 1958. Pseudomma multispina ingår i släktet Pseudomma och familjen Mysidae. Inga underarter finns listade i Catalogue of Life.